# 東柳津駅
東柳津駅（ひがしやないづえき）は、岐阜県羽島郡柳津村（現・岐阜県岐阜市柳津町）にあった、名古屋鉄道竹鼻線の駅。
現在の西笠松駅 - 柳津駅の間に存在した。柳津駅は、かつて西柳津駅と称していた。

## 歴史
- 1921年（大正10年）6月25日 - 竹鼻鉄道（美濃電気鉄道の系列会社）の駅として開業。
- 1943年（昭和18年） - 合併により名古屋鉄道の駅となる。
- 1944年（昭和19年） - 休止。
- 1969年（昭和44年）4月5日 - 廃止。

## 利用状況
『岐阜県統計書』によると、年間乗車人員、降車人員は以下の通りである。
| 年度     | 乗車人員（人） | 降車人員（人） | 出典  |
| -------- | -------------- | -------------- | ----- |
| 1922年度 | 5,808          | 5,808          | [ 3 ] |
| 1923年度 |                |                |       |
| 1924年度 |                |                |       |
| 1925年度 | 5,748          | 5,748          | [ 4 ] |
| 1926年度 | 6,020          | 6,020          | [ 5 ] |
| 1927年度 |                |                |       |
| 1928年度 |                |                |       |
| 1929年度 |                |                |       |
| 1930年度 | 2,366          | 676            | [ 6 ] |
| 1931年度 |                |                |       |
| 1932年度 |                |                |       |
| 1933年度 |                |                |       |
| 1934年度 | 0              | 42             | [ 1 ] |
| 1935年度 | N/A            | 240            | [ 7 ] |

## 跡地
竹鼻線と岐阜県道151号岐阜羽島線との踏切付近と推測される。イオン柳津店の南約100m付近である。

## 隣の駅
名古屋鉄道
竹鼻線
東須賀駅 - 東柳津駅 - 柳津駅